# Dominique Voynet
Dominique Voynet (n. el 4 de noviembre de 1958, en Montbéliard), es una política francesa. Fue candidata a las elecciones presidenciales de 1995 y de 2007 en representación de Los Verdes (Francia), senadora entre 2004 y 2011, alcaldesa de Montreuil entre 2008 y 2014.